# Take On Me
«Take On Me» — первый сингл из первого студийного альбома Hunting High and Low группы a-ha. В Великобритании получил «золотую» сертификацию.

## Предыстория
Песня «Take On Me» возникла из предыдущей группы Bridges Пола Воктора-Савойа и Магне Фурухольмена, которые сочинили номер под названием «The Juicy Fruit Song», когда им было 15 и 16 лет. Первоначально Bridges сочли мелодию слишком «попсовый» для их группы, поэтому первая версия песни была более «панковской», чтобы компенсировать рифф. Первый дубль песни был частично вдохновлен участником The Doors Рэем Манзареком и его «почти математическим, но очень мелодичным, структурированным стилем игры». Воктор посчитал эту песню слишком попсовой для их предполагаемого мрачного стиля, но Фурухольмен подумал, что она «довольно запоминающаяся».

## История создания

Обложка с первого релиза «Take on Me»

Группа начала записывать альбом с продюсером Тони Мэнсфилдом в июле 1984 года. Первый релиз сингла состоялся в Англии 19 октября. Тогда песня не снискала популярности и сумела подняться лишь до 137 места в хит-парадах, что является самым низким показателем среди всех песен группы когда-либо записанных. Было продано всего 300 копий пластинки. Группа и компания звукозаписи «Уорнер Бразерс» была уверена, что потенциал песни не был раскрыт, поэтому было решено для перезаписи привлечь продюсера Алана Тарни. Новая версия песни была выпущена 5 апреля 1985 года. Джефф Айерофф из головного офиса WEA Records в Лос Анджелесе решает, что песня заслуживает третьего шанса и предоставляет 100 000 фунтов для производства нового видеоклипа для песни. Благодаря успеху клипа и песни в США, компания грамзаписи решает перевыпустить сингл в Англии ещё раз. Он выходит 16 сентября 1985 года.
Сингл дебютировал в хит-параде журнала Billboard 13 июля 1985 года и возглавил американский Топ-20. Он стал номером 1 в горячей сотне Billboard, проведя в итоге 27 недель в чарте, став одним из десяти лучших синглов по итогам 1985 года в США. В Великобритании сингл поднялся на вторую строчку национального чарта, а в Норвегии — на первую. В конечном счёте сингл занял первые места в 36 странах, став одним из самых продаваемых синглов в мире с 9 миллионами копий.

## Видеоклип
Перед третьим переизданием сингла Стив Бэррон снял для a-ha видеоклип на песню. Ранее режиссёр создавал ролики для таких групп и исполнителей, как Toto, Томас Долби, Culture Club и Майкл Джексон, однако видео для a-ha было не похоже на любую другую из его предыдущих работ. Видео было снято при помощи анимационной техники ротоскопирования — объединения кадров видеосъёмки и мультипликации. Инновационное для того времени видео «Take On Me» было впервые показано по местному бостонскому телеканалу «V-66», а вскоре было передано в постоянную ротацию на MTV. В 2019 году оригинальная плёнка клипа прошла ремастеринг и была выложена на Youtube-канале группы в формате 4K (в этой версии были добавлены новые звуковые эффекты в звуковую дорожку и изменены некоторые кадры видеоряда).
По сюжету, молодая девушка (сыгранная Банти Бейли) сидит за столиком в кафе (эти сцены были сняты в забегаловке «Кимс-Кафе», теперь называется «Савой») и читает комикс про мотогонщика, сыгранного Мортеном Харкетом, которой обгоняет двух соперников (сыграны британскими актёрами Филипом Джексоном и Элфи Кертисом) и выигрывает гонку. Официантка приносит девушке счёт, а девушка переворачивает страницу и видит картинку, где лицо гонщика изображено крупным планом и он, к её удивлению, подмигивает ей. Затем со страницы комикса высовывается его рука, девушка хватается за неё и гонщик утаскивает её в нарисованный мир комикса, где девушка тоже становится, как и он, нарисованной. Гонщик и поёт, и параллельно показывает ей мир комикса, одним из предметов которого является некая рамка, глядя сквозь которую, девушка видит гонщика и весь мир комикса в трёхмерном виде вместо двухмерного.
Тем временем официантка в кафе, обнаружив исчезновение девушки, думает, что та сбежала, не оплатив счёт, комкает комикс и бросает его в мусорную корзину. Одновременно на гонщика и девушку нападают те два, вооружённые гаечным ключом, соперника, которых гонщик обогнал во время гонки. Гонщик и девушка бегут от них по бумажному лабиринту (интерпретация скомканных страниц комикса), но в конечном итоге оказываются в тупике. Тогда гонщик проделывает в бумажной стене дыру, через которую выбирается девушка, а он принимает на себя удар соперников. Девушка приходит в себя в кафе к удивлению официантки и посетителей. Схватив комикс, она бежит к себе домой, где, открыв его, видит картинку, изображающую бездыханное тело гонщика. Девушка плачет и одна из её слезинок падает на эту картинку, после чего гонщик оживает и девушка видит следующую картинку, где он мечется в узком кадре, пытаясь из него выбраться. Девушка оборачивается и видит гонщика у себя в прихожей. Он находится в состоянии промежуточном между живым и нарисованном и, ударяясь о стены, в конечном итоге окончательно сбрасывает с себя карандашный штрих и становится реальным (сцена была придумана под впечатлением от похожей сцены из фильма «Другие ипостаси»). Финал этой истории показан во вступлении в следующем клипе группы «The Sun Always Shines on T.V.»: через некоторое время гонщик вновь стал нарисованным и был вынужден проститься с девушкой. Группа a-ha и актриса Тереза «Банти» Бейли познакомились на съёмках, и в процессе она очень подружилась с Мортеном Харкетом. Дружба и романтические отношения продолжались после съёмок ещё несколько месяцев, но из-за чрезвычайной востребованности группы по всему миру, Мортен и Тереза встречались всё реже, и в итоге их роман сошёл на нет.

## Позиции в чартах и сертификации

### Чарты
| Страна             | Место |
| ------------------ | ----- |
| Австралия          | 1     |
| Австрия            | 1     |
| Бельгия (Фландрия) | 1     |
| Великобритания     | 2     |
| ФРГ                | 1     |
| Ирландия           | 2     |
| Италия             | 1     |
| Канада             | 2     |
| Нидерланды         | 1     |
| Новая Зеландия     | 7     |
| Норвегия           | 7     |
| США                | 1     |
| США (AC Songs)     | 4     |
| Франция            | 3     |
| Швейцария          | 1     |
| Швеция             | 1     |
| Южная Африка       | 7     |

### Сертификации
| Страна               | Статус  |
| -------------------- | ------- |
| Великобритания (BPI) | Золотой |
| ФРГ (BVMI)           | Золотой |
| Франция (SNEP)       | Золотой |

## Версия А1
В августе 2000 года британо-норвежская поп-группа A1 записала свою версию песни для студийного альбома The A List. Несмотря на холодный приём критиков («по-нотная копия» и т. д.), сингл был коммерчески успешен и покорил вершины чартов Англии и Норвегии.